# Otok
Edem (oedema, otok) je nenormalno nakupljanje tečnosti u unutarstaničnim i međućelijskim prostorima i telesnim šupljinama, zbog čega edematozna tkiva i organi postaju vlažni i nabreknu. Tečnost se može nakupljati i u ćelijama, što rezultuje u bubrenju ćelija.

## Patogeneza edema
Edem nastaje zbog poremećenih odnosa između hidrostatskog i osmotskog pritiska plazme u krvnim žilama i intersticijske tečnosti, te koloidno-osmotskoga pritiska. Pod normalnim uslovima hidrostatski pritisak je nešto viši od osmotskoga pritiska plazme i hidrostatskoga pritiska međustanične tečnosti, tako da tečnost izlazi iz krvotoka u području kapilara. Do nakupljanja tečnosti ne dolazi jer se deo filtrata vrati u krvotok, a deo pređe u limfu. Gubitak belančevina iz intersticijskih prostora, smanjuje koloidno-osmotski pritisak u tim prostorima, olakšavajući povratak tečnosti u venule.
Edem može da bude opšti i žarišni (lokalni), a da bi se stvorio, potrebno je da nastupe određene promene kao što su npr.:
- povišenje hidrostatskog pritiska krvi pri srčanoj dekompenzaciji, što dovodi do povišenja krvnog pritiska u venularnom kraju kapilara, pa rezultuje povećanim izlaženjem tečnosti iz kapilarnih prostora. Ta je promena uporedo praćena smanjenjem bubrežne filtracije i retencijom soli i vode. Povećana je i produkcija aldosterona, što takođe uzrokuje povećano zadržavanje natrijuma. Ovo povišenje hidrostatskog pritiska može biti i žarišnog (lokalnog) karaktera, kao što to vidimo kod opstrukcije vena trombom, tumorima ili nekim pritiskom spolja;
- sniženje koloidno-osmotskoga pritiska krvi. Budući da je albumin glavni osmotski aktivan protein plazme, sve bolesti koje dovode do hipoalbuminemoje (snižene razine albumina u krvi) uzrokuju edem. Bubrežne bolesti uzrokuju gubitak belančevina zbog nenormalne propusnosti bazalne membrane glomerula. Obično, kada nivo proteina u serumu padne ispod 4/100 mL, stvara se edem. Niski nivo serumskih proteina može biti i posledica njihovog smanjenog stvaranja, kao što se to može videti kod bolesnika sa cirozom jetre, gde je direktno pogođena sinteza albumina. Ciroza može biti odgovorna i za povećano izlučivanje aldosterona, povećavajući zadržavanje vode u organizmu. Smanjeno stvaranje belančevina može biti i posledica malnutricije ili gladovanja;
- povećana osmotska napetost u intersticijskoj tečnosti. Prekomerno zadržavanje natrijuma, koji je glavni regulator količine ekstracelularne tečnosti, uzrokuje osmotski edem. Do ovakvog edema dolazi najizrazitije kod bubrežnih bolesnika ali i kod srčane dekompenzacije. Retencija natrijuma može biti podstaknuta i pojačanim lučenjem aldosterona uzrokovanim bolešću nadbubrežne žlezde;
- oštećenje propusnosti krvnožilnog endotela (toksično oštećenje). Ovaj oblik žarišnog edema uzrokovan je upalom koja može biti posledica zaraze ili imunoloških poremećaja. Na primer, encefalitis (upala mozga) izaziva moždani edem, a upala pluća edem plućnog parenhima. Kod alergijskih osipa povećana je propusnost krvnih žila je posledica imunoloških procesa. Posrednici za ovu povećanu propusnost su histamin, eikosanoidi, komplementi i interleukini;
- opstrukcija limfnih žila. Ovakav edem nastaje zbog raznovrsnih razloga kao što su npr. ozlede, hirurški zahvati, upala, paraziti (filirijaza), zračenje, neprikladni zavoji, gips, tumori itd.

## Literatura
- Arthur C. Guyton John E. Hall (1999). Медицинска физиологија. Београд: Савремена администрација. ISBN 638705999.
- Kumar, Abbas, Fausto (1999). Pathologic Basis of Disease, (7th изд.). China: Elsevier Saunders. стр. 122. ISBN 978-0-7216-0187-8.
- Walter F. (2005). Medical Physiology: A Cellular And Molecular Approaoch. Elsevier/Saunders. ISBN 978-1-4160-2328-9.

## Spoljašnje veze
- Оток

|  | Molimo Vas, obratite pažnju na važno upozorenje u vezi sa temama iz oblasti medicine (zdravlja). |